# Хотовицький Олександр Олександрович
Олександр Олександрович Хотовицький (11 (23) лютого 1872, Кременець — 19 серпня 1937, Москва) — місіонер Відомства православного сповідання Російської імперії у США, священник Російської Церкви. Редактор і журналіст видання "Гельсинфорский листок". Активний діяч групи "тихонівців" у часи комуністичної диктатури в Росії. Будучи корінним волинянином, був затятий противник автокефалії Української Церкви. 
Канонізований Російською православною церквою в 1994 році в лику священномученика; пам'ять — 7 серпня за юліанським календарем, а також у третю неділю після П'ятидесятниці, у день святкування Собору Галицьких святих.

## Сім'я та освіта
Народився у сім'ї протоієрея, ректора Волинської духовної семінарії. Закінчив Волинську духовну семінарію (1891) та Санкт-Петербурзьку духовну академію зі ступенем кандидата богослов'я (1895).

## Служіння у Північній Америці
Ще студентом академії подав прохання про направлення його в Алеутську та Північно-Американську єпархію. З 1895 року другий псаломщик у Свято-Микільській парафії Нью-Йорка.
У 1896 році одружився з вихованкою петербурзького Павлівського інституту Марії Володимирівні Щербухіної. У тому ж році був висвячений на єрея єпископом Миколою (Зіоровим), який так відгукнувся про молодого псаломника: «Я побачив, що ти маєш ту іскру Божу, яка всяке служіння робить воістину справою Божою і без якої всяке звання перетворюється на бездушне і мертве ремесло…».

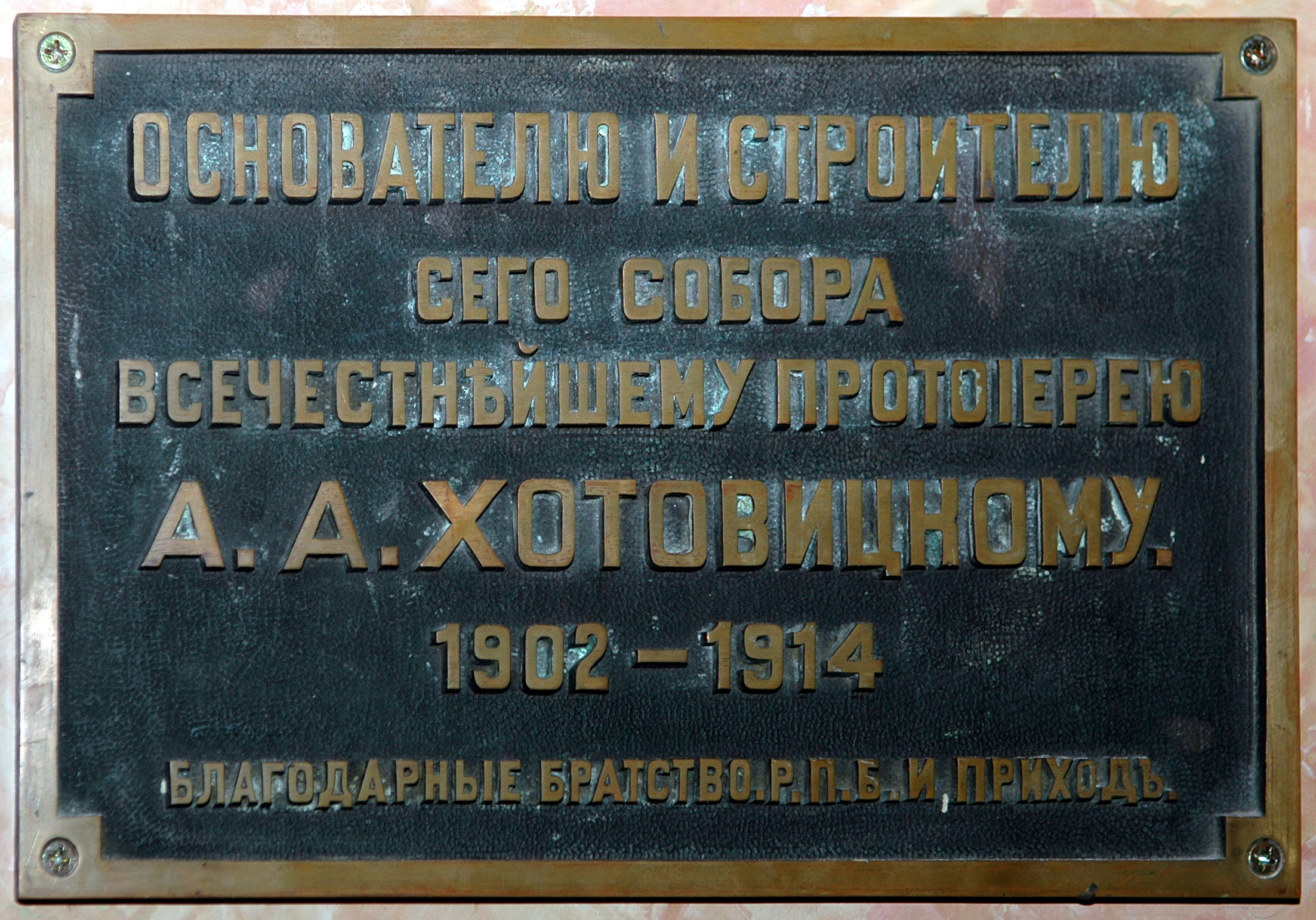
Меморіальна дошка в пам'ять сщмч. Олександра, засновника і будівельника Свято-Миколаївського собору Нью-Йорка

Служив настоятелем Свято-Микільської парафії, став ініціатором будівництва нового кафедрального собору, який урочисто освятив єпископ (майбутній Патріарх) Тихон 10 (23) листопада 1902 року. У літопис храму було внесено запис: «Засновано і створено цей кафедральний собор у місті Нью-Йорку, у Північній Америці, утриманням, турботами й працями найвизначнішого кафедрального протоієрея отця Олександра Хотовицького в літо від Різдва Христового 1902-е». У березні 1906 року був посланий із місією в Монреаль, де відслужив першу в історії цього міста православну літургію і взяв участь в організації парафії на честь святих апостолів Петра та Павла.

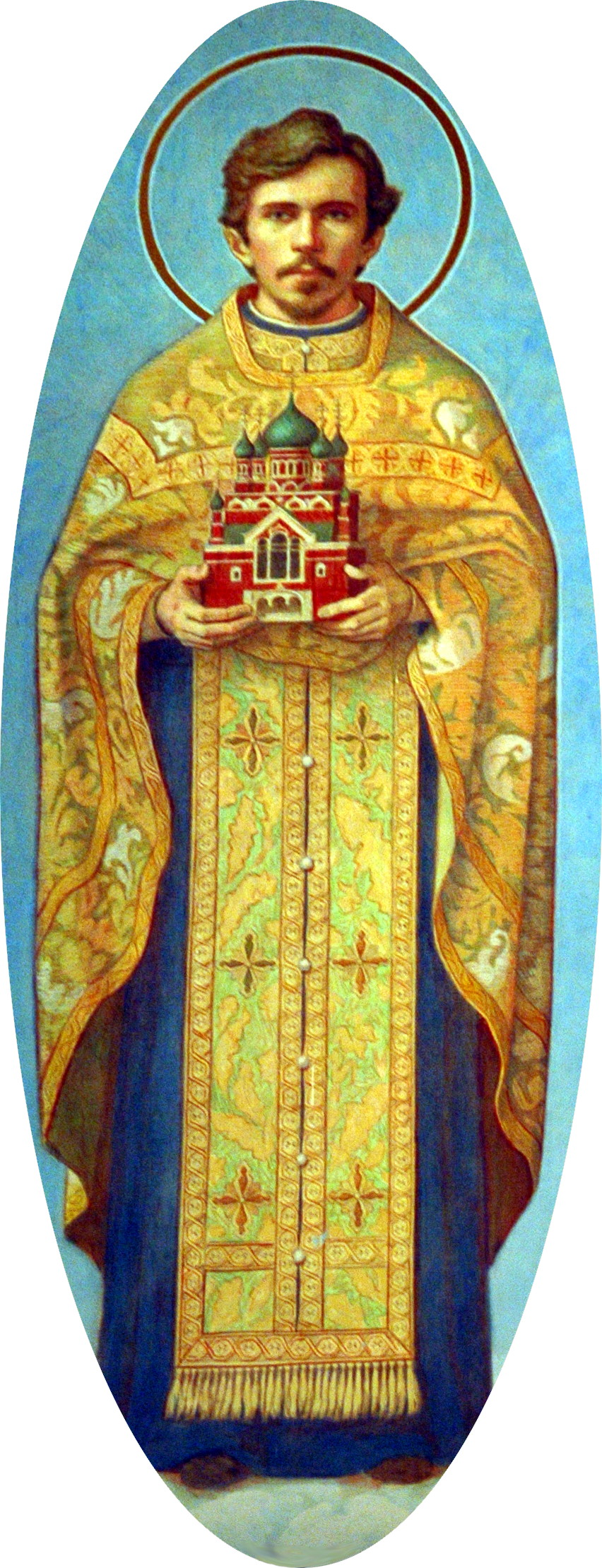
Вівтарна фреска із зображенням св. Олександра Хотовицького в Свято-Миколаївському соборі Нью-Йорка

Активно займався місіонерською діяльністю, багато проповідував. Був головним редактором і одним з основних авторів журналу «Американський православний вісник», що виходив російською та англійською мовами. Брав участь у створенні Російського православного кафолічного товариства взаємодопомоги (ROCMAS): був його скарбником, першим секретарем, а потім головою. Під його керівництвом Товариство взаємодопомоги почало допомагати не тільки іммігрантам, а й русинам в Австро-Угорщині, македонським слов'янам, а в період російсько-японської війни 1904–1905 років — російським воїнам у Маньчжурії та військовополоненим у японських таборах.
Учасник і секретар першого Всеамериканського собору Російської Православної Греко-Кафоличної Церкви в Америці в місті Мейфілді (5-7 березня 1907 року). Разом зі святим Олексієм Товтом сприяв переходу карпатських русинів, які жили в Північній Америці, з унії в православ'я. За його ініціативою на Східному узбережжі Сполучених Штатів було засновано 12 парафій, зокрема в Йонкерсі, Пассейку, Філадельфії та Вотервліті. Був зведений у сан протоієрея. Служив у Північній Америці до 26 лютого 1914 року.

## Служіння у Фінляндії
У 1914 році з ініціативи архієпископа Фінляндського Сергія (Страгородського) був переведений у Гельсінгфорс настоятелем Успенського собору та Свято-Троїцької церкви. Редактор-видавець журналу «Гельсингфорський парафіяльний листок», член Товариства ревнителів зближення Англіканської Церкви з Православною. Служив у Фінляндії до 1917 року — в його пам'ять нині освячено каплицю при Успенському соборі.

## Нагороди
Нагороджений набедренником (1896), скуфією (1897), камилавкою (1899), палицею (1909) та золотим наперсним хрестом, орденами св. Володимира IV (1912) та III (1914) ступеня, св. Анни II (1906) та I ступеня.

## Священник у Москві
З серпня 1917 року — ключар храму Христа Спасителя в Москві. Один із найближчих помічників святителя Тихона з управління Московською єпархією. Член Помісного Собору 1917—1918 років за обранням від кліриків Фінляндської єпархії. Брав участь у всіх трьох сесіях із незначними перервами. Член II, VI, VII, XX, XXIII відділів. У 1918 році голова Братства при храмі Христа Спасителя. У 1919 році нагороджений митрою. У травні 1920 року та у листопаді 1921 року заарештовувався за звинуваченням у викладанні Закону Божого дітям.
Під час організованої владою кампанії з вилучення церковних цінностей на його квартирі відбувалися засідання священнослужителів та мирян, де було складено проєкт резолюції парафіяльної ради, в якому від влади вимагали гарантії, що пожертвування будуть справді використані на порятунок голодувальників, та висловлювали протест проти цькування в пресі церковних людей.
Був заарештований і став одним із головних обвинувачених на другому московському процесі проти більш ніж ста священнослужителів та мирян, який проходив у листопаді-грудні 1922 року. На допитах тримався спокійно, намагався вигородити інших, але винним себе теж не визнавав. В останньому слові намагався захистити інших обвинувачених: "Прошу звернути увагу на тих, які були у мене на квартирі: одні з них люди похилого віку, а інші — зовсім молоді та ні в чому не винні… ". Був засуджений до позбавлення волі строком на 10 років із конфіскацією майна та поразкою у правах на 5 років. У жовтні 1923 року амністований, але вже восени 1924 року як «соціально шкідливий елемент» відправлений на трирічне заслання в Туруханський край.

З посилання повернувся 1928 року. Був зведений у сан протопресвітера (документально факт не підтверджений). Допомагав Заступнику Патріаршого місцеблюстителя митрополиту Сергію (Страгородському) в управлінні церквою. У 1930-і роки настоятель храму Різоположення на Донській вулиці А. Б. Свєнціцький згадував:
«Я був присутній у 1936—1937 роках багато разів на службі отця Олександра. Високий, сивий священник, тонкі риси обличчя, надзвичайно інтелігентна зовнішність. Сиве підстрижене волосся, невелика борідка, дуже добрі сірі очі, високий, гучний тенор голосу, чіткі натхненні вигуки… У отця Олександра було багато парафіян, які дуже шанували його… І сьогодні пам'ятаю очі отця Олександра: здавалося, що його погляд проникає у твоє серце і пестить тебе. Це відчуття було в мене, коли я бачив святого Патріарха Тихона… Так само й очі отця Олександра, світло, що світиться в них, говорять про його святість».

## Мученицька смерть
17 червня 1937 року був заарештований. Звинувачений в участі в «антирадянській терористичній фашистській організації церковників»; розстріляний 19 серпня 1937 року; місце поховання — Донський цвинтар.
У 1994 році Архієрейський собор Російської православної церкви прославив його у лику святих. До 2012 року день його пам'яті відзначався у Фінляндії та Північній Америці 4 грудня, в день його канонізації.  З 2012 року день пам'яті священномученика Олександра відзначається в річницю його смерті, 19 серпня.